# خط الثلث الجلي

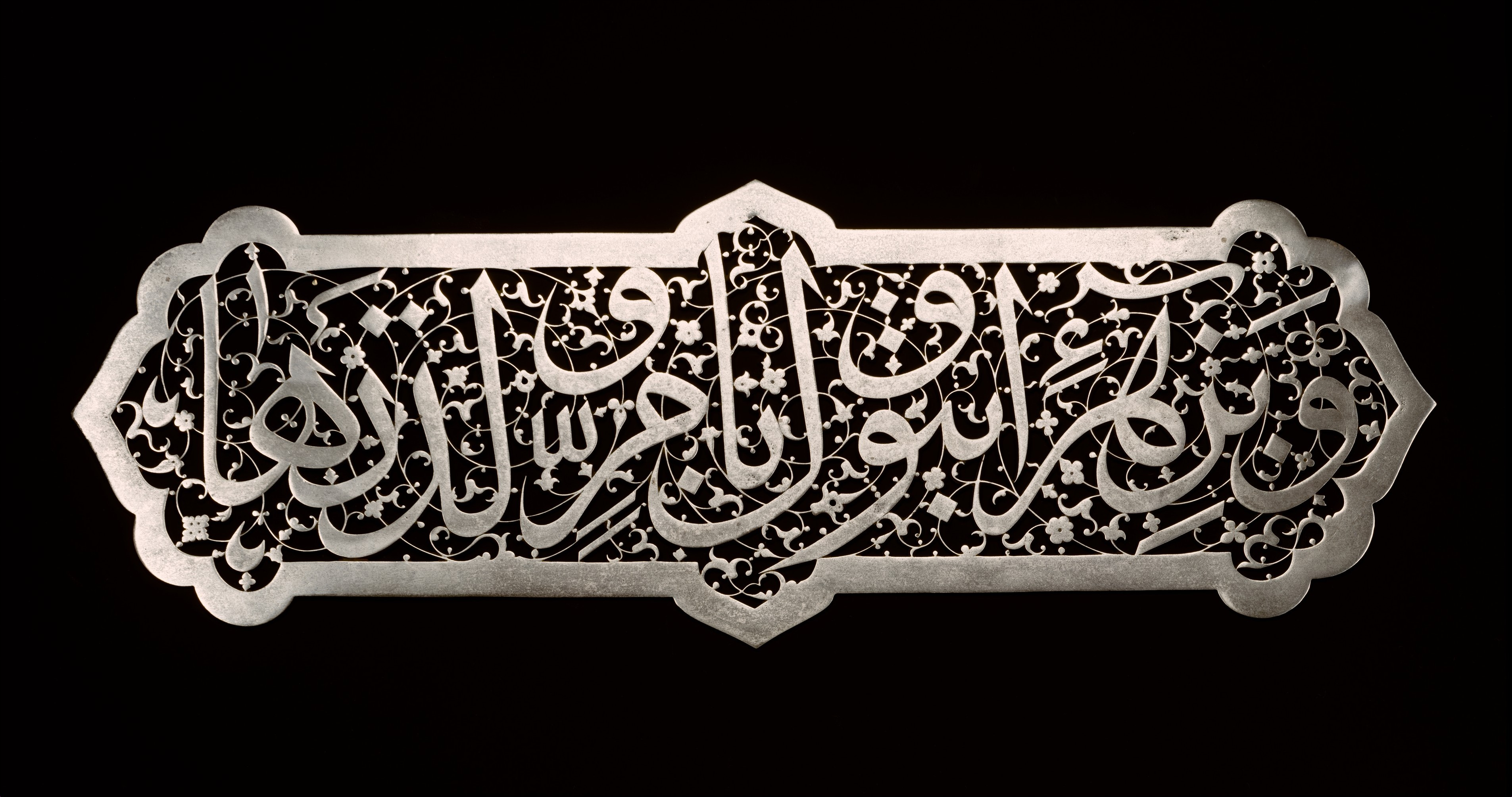
نموذج من خط الثلث الجلي

خط الثلث الجلي هو أحد الخطوط العربية متفرع من خط الثلث.